# アルトゥール・ヨニツァ
アルトゥール・ヨニツァ（Artur Ioniță,  1990年8月17日 - ）は、モルドバ・首都キシナウ出身のプロサッカー選手。モルドバ代表。モデナFC所属。ポジションはMF。

## 来歴
2007年に国内リーグディヴィジア・ナツィオナラのFCジンブル・キシナウでプロデビュー。翌年FCイスクラ・スタリに移籍し、リーグの中心選手として活躍。
2009年夏にスイスのFCアーラウに移籍。2012-13シーズン、2部リーグにあたるチャレンジリーグ優勝を経験し、スーパーリーグ昇格に貢献。
2014年7月、イタリアのエラス・ヴェローナFCに移籍。2014-15シーズンは18試合2ゴール、翌2015-16シーズンは31試合4ゴールを記録するなど、中心選手として活躍し、ユヴェントスFC、SSCナポリ、さらにはプレミアリーグのスウォンジー・シティAFCが獲得に興味を示すまでの注目に集める。
2016年7月、同じセリエAのカリアリ・カルチョに移籍した。
2020年8月20日、ベネヴェント・カルチョと3年契約を締結した。
2022年8月11日、ピサSCに2024年6月までの2年契約で加入した。
2023年1月31日、モデナFCに期限付き移籍で加入した。

## 代表経歴
2009年3月28日、2010 FIFAワールドカップ・ヨーロッパ予選のスイス戦でA代表のデビューを果たした。